# Memphis 901 Football Club
Maillots
Dernière mise à jour : 27 novembre 2022.
Le Memphis 901 FC était une équipe américaine de soccer basée à Memphis dans le Tennessee.

## Histoire

### Une histoire du soccer instable à Memphis
Les premières traces de soccer professionnel à Memphis remontent à 1977 lorsqu'une franchise de North American Soccer League s'installe en ville. Les Rogues de Memphis participent à trois saisons de NASL entre 1978 et 1980 sans connaître de succès leur permettant d'atteindre les séries éliminatoires. De nombreuses difficultés en interne, notamment en raison du comportement de joueurs ayant des démêlés avec la police locale, facilitent la décision du propriétaire de vendre ses droits de franchise à un investisseur canadien qui déménage l'équipe dans son pays pour démarrer les Boomers de Calgary, équipe qui sera dissoute après une seule saison en 1981.
Dès 1981, un nouvel acteur fait son apparition dans le paysage du soccer en ville avec l'arrivée des Americans de Memphis. Cette dernière équipe compte capitaliser sur le succès des Rogues qui avaient atteint la finale du championnat de NASL en intérieur en 1979-1980, leur seule saison en aréna. Malheureusement, cette première équipe de soccer en intérieur à Memphis connait le même sort que les Rogues et déménage à Las Vegas après seulement trois saisons en 1984.
Deux années passent sans soccer à Memphis. Le retour de ce sport est à mettre au crédit du Storm de Memphis en 1986. Franchise de soccer en intérieur en American Indoor Soccer Association à l'origine, le Storm évolue également sur les pelouses extérieures à partir de 1991. En se qualifiant pour les séries éliminatoires à trois reprises en quatre ans, l'équipe de Memphis a un succès modéré tout en changeant de nom (consécutivement Storm, Rogues, United Express et enfin Jackals). Mais des difficultés financières marquent l'existence du club qui finit par cesser ses opérations à l'automne 1994.
Depuis 1994, aucune équipe de soccer professionnelle n'a Memphis pour domicile. Le niveau semi-pro est tout d'abord représenté de 2002 à 2005 en Premier Development League par l'Express de Memphis, entraîné par l'ancien des Rogues et du Storm, Antonio Carbognani. Dix ans plus tard, le Memphis City FC reprend le flambeau en alignant une équipe en National Premier Soccer League pour la saison 2016. La nouvelle équipe passe en PDL en 2018. À l'issue de l'été 2018, le Memphis City FC disparaît pour laisser place au Memphis 901 FC.

### Memphis 901 FC: le retour du professionnalisme
Le 1er août 2018, quelques jours après la fin de la dernière saison du Memphis City FC, la United Soccer League annonce l'ajout d'une nouvelle franchise d'expansion située à Memphis pour sa saison 2019. Le club est porté par un groupe d'investisseurs du nom de Trinity Sports Holdings composé de Peter Freund, l'actionnaire majoritaire, et de Craig Under et Tim Howard, tous deux actionnaires minoritaires, le premier étant Président du Memphis 901 FC tandis que le second en est actuellement le directeur sportif.
Deux semaines plus tard, Tim Mulqueen est nommé entraîneur de l'équipe le 15 août. C'est le 1er septembre que le nom, le logo et les couleurs de cette nouvelle franchise sont présentés au public ; Memphis 901 FC est né avec un logo inspiré de la ville et le bleu, le rouge et le blanc comme couleurs dominantes. Le 24 octobre 2018, le club obtient la signature de ses trois premiers joueurs pour sa saison inaugurale en 2019 avec les arrivées de Wes Charpie, Raul Gonzalez et Josh Morton.
Lors de sa première saison, Memphis termine à la quinzième place de la conférence Est du USL Championship et ne se qualifie pas pour les séries éliminatoires. Durant l'inter-saison qui suit, l'international américain Tim Howard, déjà actionnaire minoritaire du club, en devient le directeur sportif quelques semaines après avoir pris sa retraite sportive. Il annonce aussi son retour sur les terrains comme joueur le 4 mars suivant, à l'aube de la saison 2020.

## Palmarès et records

### Palmarès
| Compétitions nationales | Compétitions internationales | Trophées mineurs |
| - Vierge                | - Vierge                     | - Vierge         |

### Bilan par saison
| Saison | Niv. | Ligue            | Saison régulière | Saison régulière | Saison régulière | Saison régulière | Saison régulière | Saison régulière | Saison régulière | Position | Position | Séries                        | US Open Cup     | Affl. moy. saison régulière | Affl. moy. séries éliminat. |
| Saison | Niv. | Ligue            | M                | V                | N                | D                | BP               | BC               | Pts              | Conf.    | Ligue    | Séries                        | US Open Cup     | Affl. moy. saison régulière | Affl. moy. séries éliminat. |
| ------ | ---- | ---------------- | ---------------- | ---------------- | ---------------- | ---------------- | ---------------- | ---------------- | ---------------- | -------- | -------- | ----------------------------- | --------------- | --------------------------- | --------------------------- |
| 2019   | 2    | USL Championship | 34               | 9                | 7                | 18               | 37               | 52               | 34               | 15e/18   | 30e/36   | Non qualifié                  | Quatrième tour  | 6 623                       | N/Q                         |
| 2020   | 2    | USL Championship | 15               | 4                | 4                | 7                | 24               | 31               | 16               | 11e/17   | 22e/35   | Non qualifié                  | Annulée         | 6 623                       | N/A                         |
| 2021   | 2    | USL Championship | 32               | 14               | 8                | 10               | 47               | 42               | 50               | 7e/16    | 11e/31   | Quart de finale de conférence | Non tenue       | 4 075                       | N/A                         |
| 2022   | 2    | USL Championship | 34               | 21               | 5                | 8                | 67               | 33               | 68               | 2e/14    | 3e/27    | Demi-finale de conférence     | Deuxième tour   | 3 634                       | 6 037                       |
| 2023   | 2    | USL Championship | 34               | 14               | 10               | 10               | 59               | 53               | 52               | 4e/12    | 5e/24    | Quart de finale de conférence | 1/16e de finale | 3 344                       | 3 587                       |
| 2024   | 2    | USL Championship | 34               | 14               | 9                | 11               | 52               | 41               | 51               | 3e/12    | 8e/24    | Quart de finale de conférence | 1/16e de finale | 2 951                       | N/A                         |

### Meilleurs buteurs par saison
| Saison | Meilleurs buteurs | Meilleurs buteurs |
| Saison | Joueurs           | Buts              |
| ------ | ----------------- | ----------------- |
| 2019   | Brandon Allen     | 9                 |
| 2020   | Cal Jennings      | 9                 |
| 2021   | Kyle Murphy       | 21                |
| 2022   | Phillip Goodrum   | 22                |
| 2023   | Rodrigo da Costa  | 15                |
| 2024   | Bruno Lapa        | 11                |

## Logo et couleurs

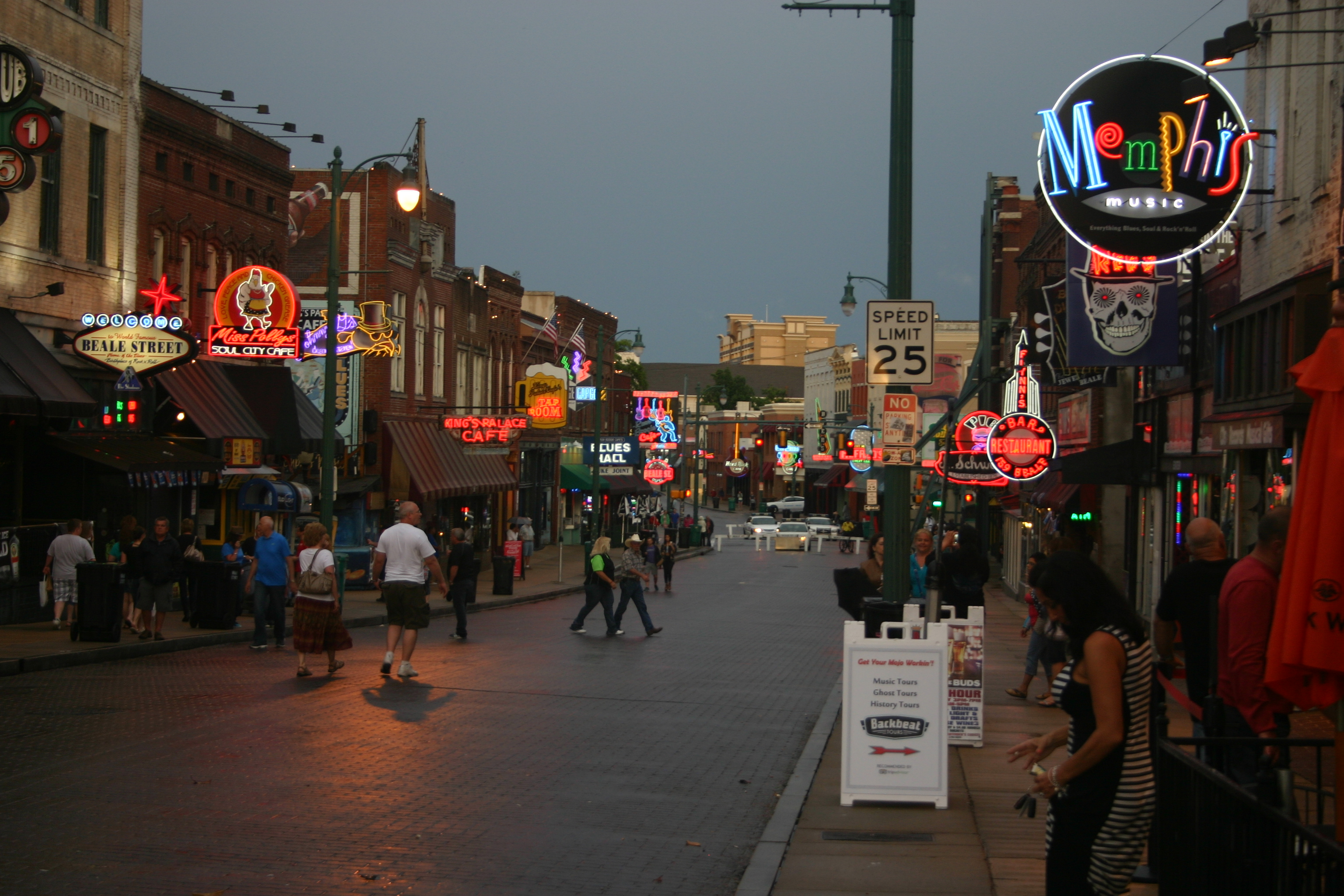
Beale Street en 2014.

Le 1er septembre 2018, à l'occasion d'une rencontre amicale organisée entre les Rapids du Colorado, de leur actionnaire minoritaire Tim Howard, et les Roughnecks de Tulsa, le nom, le logo et les couleurs de la nouvelle franchise de USL Championship à Memphis sont présentés.
La date du 1er septembre n'est pas choisie au hasard puisqu'elle symbolise le 901 (en anglais September, the 1st ou 9/01), l'indicatif téléphonique de la région de Memphis. Ce nombre est d'ailleurs est partie intégrante du nom du club afin d'inclure les habitants de la région dans son identité. Le logo, dessiné par Dan Simon, rend hommage aux racines de Memphis et contient une couronne dorée avec un « M » au centre en référence à la musique soul, très influente en ville et aux artistes comme Elvis Presley ou B. B. King ayant donnés sa renommée à la ville. Le logo arbore également un grand disque vinyle longue durée où figure le nombre 901 à la verticale. Les lumières des animations nocturnes de Beale Street, rue historique et culturelle de Memphis mais aussi proche de l'AutoZone Park, sont mises en avant avec la présence de néons sur l'écusson.

## Stade

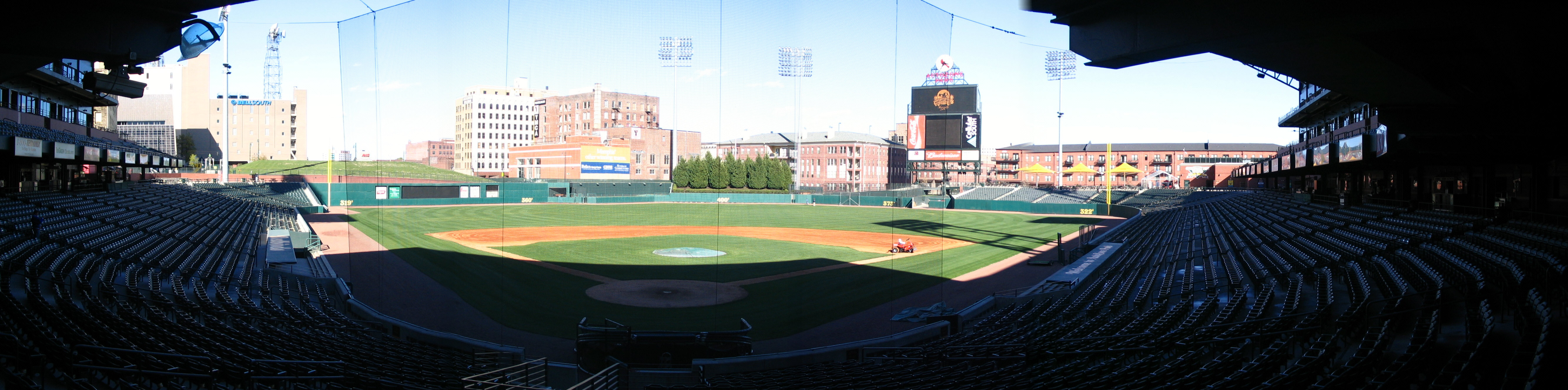
Une vue panoramique de l'AutoZone Park.

L'équipe joue ses rencontres à domicile à l'AutoZone Park, une enceinte de baseball, également l'hôte des Redbirds de Memphis de la Ligue de la côte du Pacifique. D'une capacité de 10 000 spectateurs, l'Autozone Park inauguré en avril 2000 est situé au cœur de Memphis.
Pour deux matchs de Lamar Hunt US Open Cup en 2019, le Memphis 901 FC a utilisé le Mike Rose Soccer Complex des Tigers de Memphis, le 29 mai contre l'Athletic d'Hartford et face à Orlando City le 12 juin.

## Personnalités historiques

### Entraîneurs
Le tableau suivant présente la liste des entraîneurs du club depuis 2019.
| Rang | Entraîneur    | Nationalité | Début             | Fin               | Matchs | Victoires | Nuls | Défaites | % victoires | Palmarès |
| ---- | ------------- | ----------- | ----------------- | ----------------- | ------ | --------- | ---- | -------- | ----------- | -------- |
| 1    | Tim Mulqueen  | États-Unis  | 15 août 2018      | 15 septembre 2020 | 49     | 13        | 11   | 25       | 26.53%      |          |
| 2    | Ben Pirmann   | États-Unis  | 15 septembre 2020 | 17 novembre 2022  | 73     | 38        | 13   | 22       | 52.05%      |          |
| 3    | Stephen Glass | Écosse      | 22 novembre 2022  | 13 novembre 2024  | 75     | 31        | 19   | 25       | 41,33 %     |          |

### Effectif actuel (2020)
| N° | Nat.                         | Poste | Nom du joueur         |
| -- | ---------------------------- | ----- | --------------------- |
| 1  | Drapeau des États-Unis       | G     | Tim Howard            |
| 2  | Drapeau des États-Unis       | D     | Mark Segbers          |
| 3  | Drapeau des États-Unis       | D     | Zach Carroll          |
| 4  | Drapeau de l'Angleterre      | D     | Liam Doyle            |
| 5  | Drapeau de Trinité-et-Tobago | D     | Tristan Hodge         |
| 6  | Drapeau des États-Unis       | M     | Dan Metzger           |
| 7  | Drapeau des États-Unis       | M     | Raul Gonzalez         |
| 8  | Drapeau des États-Unis       | D     | Marc Burch            |
| 9  | Drapeau du Guyana            | A     | Keanu Marsh-Brown     |
| 10 | Drapeau de la Côte d'Ivoire  | M     | Jean-Christophe Koffi |
| 11 | Drapeau des États-Unis       | A     | Pierre da Silva       |

| No. | Nat.                         | Position | Nom du joueur     |
| --- | ---------------------------- | -------- | ----------------- |
| 12  | Drapeau des États-Unis       | G        | Jimmy Hague       |
| 14  | Drapeau du Brésil            | M        | Rafael Mentzingen |
| 15  | Drapeau des États-Unis       | D        | Jackson Morse     |
| 17  | Drapeau des États-Unis       | M        | Michael Reed      |
| 20  | Drapeau de l'Angleterre      | M        | Jose Baxter       |
| 21  | Drapeau de Trinité-et-Tobago | M        | Duane Muckette    |
| 23  | Drapeau de Trinité-et-Tobago | M        | Leston Paul       |
| 25  | Drapeau des États-Unis       | G        | Jim Barkel        |
| 29  | Drapeau des États-Unis       | A        | Brandon Allen     |
| 70  | Drapeau des États-Unis       | A        | Matt Hundley      |